# Марачинеле (Долж)
Марачинеле (рум. Mărăcinele) насеље је у Румунији у округу Долж у општини Перишор. Oпштина се налази на надморској висини од 132 m.

## Становништво
Према подацима из 2002. године у насељу је живело 301 становника, од којих су сви румунске националности.